# 弗洛雷什蒂區
弗洛雷什蒂區（羅馬尼亞語：Raionul Floreşti）是摩爾多瓦北部的一個區，東臨德涅斯特河。面積790平方公里。2004年人口89,389人，首府弗洛雷什蒂。